# Živojin Pavlović
Živojin "Žika" Pavlović (15 d'abril de 1933 - 29 de novembre de 1998) va ser un director de cinema, escriptor, pintor i professor iugoslau i serbi. A les seves pel·lícules i novel·les, Pavlović va representar la cruel realitat de les persones petites, pobres i abandonades que viuen als racons de la societat. Va ser una de les figures principals de l'Ona Negra al Cinema iugoslau dels anys 60, un moviment que va retratar el costat més fosc de la vida en lloc de les façanes brillants del comunisme a Iugoslàvia.

## Biografia
Pavlović va néixer a Šabac el 1933. Quan tenia 19 anys, va començar a escriure sobre cinema i art per als diaris de Belgrad. Es va graduar en pintura a la Acadèmia d'Arts Aplicades, Universitat de Belgrad, i va dirigir la seva primera pel·lícula professional, Žive Vode (Aigua viva) el 1961. La pel·lícula va rebre un especial premi del jurat al Festival de Cinema de Pula. Va morir a Belgrad.
Pavlović va rebre nombrosos premis, inclosos dos Premi NINs per les seves novel·les, el premi Isidora Sekulić, un Os de Plata a la millor direcció del Festival Internacional de Cinema de Berlín i diverses Zlatna arenas del Festival de Cinema de Pula de Iugoslàvia.

## Filmografia
| Any  | Pel·lícula                              | Director | Guionistar | Premis / Notes |
| ---- | --------------------------------------- | -------- | ---------- | --- |
| 1960 | Triptih o materiji i smrti              | Sí       | No         | Zlatna arena al Festival de Cinema de Pula                                                                                            |
| 1961 | Lavirint                                | Sí       | No         | Arena de nronze a Festival de Cinema de Pula, nominat a l'Os d'Or                                                                     |
| 1962 | Žive vode (part de Kapi, vode, ratnici) | Sí       | Sí         | omnibus |
| 1963 | Obruč (part de Grad)                    | Sí       | Sí         | omnibus |
| 1965 | Neprijatelj                             | Sí       | Sí         | |
| 1966 | Povratak                                | Sí       | No         | |
| 1967 | Kad budem mrtav i beo                   | Sí       | No         | Premi FIPRESCI al Festival Internacional de Cinema de Karlovy Vary, Zlatna arena a la millor pel·lícula al Festival de Cinema de Pula |
| 1967 | Buđenje pacova                          | Sí       | No         | Zlatna arena al millor director al Festival de Cinema de Pula, Os de Plata a la millor direcció a Berlin                              |
| 1969 | Zaseda                                  | Sí       | Sí         | Premi CIDALC a la Mostra Internacional de Cinema de Venècia                                                                           |
| 1970 | Crveno klasje                           | Sí       | No         | Millor pel·lícula i millor director al Festival de Cinema de Pula                                                                     |
| 1973 | Let mrtve ptice                         | Sí       | No         | |
| 1975 | Pesma (sèrie de televisió)              | Sí       | Sí         | Sèrie de televisió |
| 1977 | Hajka                                   | Sí       | Sí         | Millor pel·lícula i director al Festival de Cinema de Pula                                                                            |
| 1980 | Nasvidenje v naslednji vojni            | Sí       | Sí         | |
| 1983 | Zadah tela                              | Sí       | Sí         | Millor pel·lícula, director i guió al Festival de Cinema de Pula                                                                      |
| 1987 | Na putu za Katangu                      | Sí       | No         | |
| 1992 | Dezerter                                | Sí       | Sí         | |
| 2000 | Država mrtvih                           | Sí       | Sí         | post-humous |